# 田川和幸
田川 和幸（たがわ かずゆき）は、日本の経産官僚。内閣官房内閣審議官兼まち・ひと・しごと創生本部事務局次長等を経て、日本機械工業連合会副会長。

## 人物・経歴
長崎県佐世保市出身。長崎県立佐世保西高等学校を1984年3月に卒業。1987年国家公務員採用Ⅰ種（経済）試験に合格。1988年に一橋大学経済学部を卒業し、通商産業省に入省し、通商政策局通商調査室に配属される。1990年特許庁総務部工業所有権制度改正審議室。1991年通商産業研究所研究部。1993年通商産業省立地公害局産業施設課。同年通商産業省環境立地局産業施設課総括班長。1995年長崎県経済部企業振興課長。
1997年通商産業省環境立地局リサイクル推進課長補佐（計画班長）。1999年資源エネルギー庁長官官房鉱業課長補佐（総括班長）。2001年経済産業省大臣官房秘書課長補佐（大臣秘書官室）。2002年経済産業省通商政策局アジア大洋州課長補佐。同年外務省在シンガポール日本国大使館一等書記官。
外務省在シンガポール日本国大使館参事官を経て、2005年特許庁総務部工業所有権制度改正審議室長。2006年防衛庁長官官房企画官。2008年経済産業省製造産業局模倣品対策・通商室長。2009年人事院人材局交流派遣専門員、日本電気航空宇宙・防衛事業本部エグゼクティブ・エキスパート（官民交流法派遣）。2011年経済産業省製造産業局繊維課長。2012年内閣官房行政改革推進室参事官。2013年内閣官房行政改革推進本部事務局参事官。2014年内閣官房知的財産戦略推進事務局参事官。2016年内閣府知的財産戦略推進事務局参事官併任。
同年経済産業省東北経済産業局長。2017年経済産業省経済産業政策局地域経済産業政策統括調整官。2018年内閣官房内閣審議官（内閣官房副長官補付）、内閣官房まち・ひと・しごと創生本部事務局次長、内閣府地方創生推進室次長、内閣府地方創生推進事務局審議官。2020年原子力発電環境整備機構専務理事。2024年日本機械工業連合会副会長兼専務理事、中央労働災害防止協会理事。